# Monteagudo (Boliwia)
Monteagudo – miasto w Boliwii, w departamencie Chuquisaca, w prowincji Hernando Siles.